# Cascade de Kamalo
La cascade de Kamalo est une chute d'eau naturelle située à proximité de la commune de Missahoé, au Sud-Ouest du Togo, dans la préfecture du Kloto et la région des Plateaux. Elle se trouve au centre de la forêt classée de Missahoé. Il s'agit de la cascade la plus visitée du pays.

## Hydrographie
La cascade tire sa source du Mont Kloto et est approvisionnée par un ruisseau nommé Kamalo. Ce ruisseau traverse la forêt classée de Missahoé.

## Géographie
La cascade se situe à proximité de la commune de Missahoé, et de celle d'Agomé-Yoh.

## Histoire
La seule entreprise d'eau minérale du Togo, nommée « Cascade », l'utilise comme source jusqu'au début des années 1990,. Elle s'ouvre ensuite au tourisme et devient la cascade la plus visitée du pays,. Cela est notamment possible parce qu'elle est facile d'accès,,, puisqu'elle est proche de la route bitumée reliant Kpalimé et Kuma-Konda.